# Brentwood (Kalifornia)
Brentwood város az USA Kalifornia államának Contra Costa megyéjében. Lakosainak száma 64 292 fő (2020. április 1.).

## Népesség
A település népességének változása:
| Lakosok száma | 1729 | 51 481 | 64 292 |
|               | 1950 | 2010   | 2020   |